# Torsten Haß
Torsten Haß (nascuda el 21 de novembre del 1970 a Neumünster), també conegut pel seu nom de Kim Godal, és poeta, dramaturg, novel·lista, escriptor i bibliotecari. Per exemple, va escriure Bibliotheken für Dummies. El llibre es va publicar l'octubre de 2019 i es va reimprimir dues vegades a causa de la gran demanda. A finals de 2020 es van demanar prop de 60.000 llibres. El llibre ha rebut diverses crítiques i s'utilitza a moltes universitats. Exemples:
Biblioteca de la Universitat de Tübingen,
Biblioteca de la Universitat de Bochum,
Biblioteca de la Universitat Tècnica de Bingen.

## Obra literària

### Romanç i literari narratiu
- Das Kartenhaus : ein Betrugs-Roman (2002)[8]
- Der König des Schreckens : ein Vatikan-Krimi (2013)[8]
- Männchensache : Rechtsfälle zur Vorbereitung im Geschlechterkampf – Roman (2009)[8]
- Morddeich : und andere Kurzprosa (2021)
- Die Schwarze Zeit : ein Mittelalter-Roman (2006)[8]
- Die Schwarze Zeit II : Aphrodites Puppen – Roman (2007)[8]
- Die Schwarze Zeit III : Metathronos – Roman (2008)[8]
- Die Schwarze Zeit IV : Agonie – Roman (2009)[8]
- Die Schwarze Zeit V : Staub – Roman (2010)[8]
- Die Schwarze Zeit VI : Terra re-mota – Roman (2011)[8]
- Totenmelodie : ein Kurpfalz-Krimi (2017)[8]
- Totenquintett : ein Kurpfalz-Krimi (2018)[8]
- Totentraum : ein Kurpfalz-Krimi (2019)[8]

### Drama
- En Nuit : Dramolett (2021)
- Omega oder Das Hochzeitsmahl : Drama (2020)[8]
- Die Staatsschuld – In a State of Bonds : Drama (2003)[8]

### Poesia
- Das Christkind taumelt betrunken im Wald, der Weihnachtsmann torkelt nicht minder : Winter- und Weihnachts-Gedichte (2020)
- Es wiehert der Gaul, es graset das Pferd. Es machte auch nichts, wär’s mal umgekehrt : Liebes-Gedichte und andere (2020)

### Altres llibres
- Bibliotheken für Dummies (2019); amb Detlev-Schneider-Suderland
- Arbeitgebermarke Bibliothek mit k(l)einem Budget : eine Einführung mit Übungen (2021)
- Vahīṅ dekhiye : Festschrift für Hellmut Vogeler (1996); com a editor
- Das Ende der Gemütlichkeit : Entwurf eines Fundraising-Konzepts für kleinere und mittlere Wissenschaftliche Bibliotheken  (2021)
- Dieses Buch ist für die Tonne : Einführung in den klassischen Zynismus (Kynismus) (2020); amb Maximilian Spannbrucker
- Wohnriester und Erbbau : ein aktuelles Fallbeispiel (2021)
- Der Verlust der Magie : Essays, Polemiken, Satiren (2021)
- Die Rezensionen, Bd. A,1 (2021)
- Die Rezensionen, Bd. A,2 (2021)
- Die Rezensionen, Bd. A,3 (2021)
- Die Rezensionen, Bd. B,1 (2021)
- Die Rezensionen, Bd. B,2 (2021)